# Siegfried Goslich
Siegfried Goslich (* 7. November 1911 in Züllchow bei Stettin; † 6. Juni 1990 in München) war ein deutscher Dirigent und Musikredakteur.

## Leben
Siegfried Goslich war ein Sohn des Chemikers Carl Goslich. Er wuchs in Wien auf und machte in Berlin am Friedrichswerderschen Gymnasium das Abitur. Ab 1929 studierte er in Berlin Musik und Literaturgeschichte und befasste sich mit Rundfunk und mit Tonfilm. Er wurde 1936 mit einer Dissertation zur Geschichte der deutschen romantischen Oper bei Arnold Schering und Georg Schünemann promoviert. Goslich arbeitete ab 1934 als Referent für Chorwesen, Volksmusik, Akustik und Musikwissenschaft bei der Reichsmusikkammer. 1937 wurde er Musikreferent des Deutschen Volksbildungswerks der NS-Gemeinschaft Kraft durch Freude. Goslich beantragte am 29. August 1940 die Aufnahme in die NSDAP und wurde zum 1. Oktober desselben Jahres aufgenommen (Mitgliedsnummer 8.183.939). 1942 wurde er in die Wehrmacht einberufen.
Nach Kriegsende wurde Goslich 1945 Musikalischer Oberleiter beim Landessender Weimar und lehrte an der Musikhochschule Weimar. 1948 ging er in den Westen und wurde Leiter der Hauptabteilung Musik bei Radio Bremen. Dort dirigierte er außerdem ab 1955 das Radio-Bremen-Orchester. 1958 wurde er Generalmusikdirektor der Bergischen Symphoniker in Remscheid. 1961 wechselte er als Hauptabteilungsleiter Musik zum Bayerischen Rundfunk und wirkte dort bis 1976.

## Schriften (Auswahl)
- Beiträge zur Geschichte der deutschen romantischen Oper (Zwischen Spohrs „Faust“ und Wagners „Lohengrin“). Leipzig : Kistner & Siegel, 1937. Diss. Berlin
- Die Emanzipation der Klangelemente. Masstäbe zur Beurteilung moderner Musik. Bremen : Angelsachsen-Verlag, 1967
- (Hrsg.): Willy Spilling. Leben und Werk eines fränkischen Komponisten (1909–1965). Tutzing: Schneider, 1968
- Musik im Rundfunk. Tutzing: Schneider, 1971
- Kurt Blaukopf, Siegfried Goslich, Wilfried Scheib (Hrsg.): 50 Jahre Musik im Hörfunk. Berichte und Beiträge. Wien: Jugend und Volk 1973
- Die deutsche romantische Oper. Tutzing: Schneider, 1975